# Maggie i jej przyjaciele
Maggie i jej przyjaciele (ang. Maggie and the Ferocious Beast, 2000–2005) – amerykańsko–kanadyjski serial animowany nadawany dawniej na nieistniejącym kanale MiniMax w bloku Minikaruzela oraz TVP3. Serial powstał na podstawie książek Michaela Paraskevasa i jego matki Betty.

## Fabuła
Serial opisuje perypetie czteroletniej Maggie i jej przyjaciół – prosiaka Hamiltona i Dzikiej Bestii, którzy przeżywają niesamowite przygody.

## Bohaterowie
- Maggie – główna bohaterka kreskówki. Czteroletnia dziewczynka, która jest liderką grupy.
- Dzika Bestia – bestia, która nie jest ani straszna ani dzika. Potwór jest żółty w wielkie czerwone kropki i ma trzy rogi na głowie. Najlepszy przyjaciel Maggie.
- Hamilton Hocks – prosiak, najlepszy przyjaciel Maggie.

## Odcinki
- Serial liczy 39 odcinków.
- W Polsce był emitowany na nieistniejącym kanale MiniMax w bloku Minikaruzela oraz TVP3.

### Spis odcinków
| Seria 1. - My One and Only Box - Spot the Spot - Recipe for Trouble - The Lemonade Stand - Walk the Walk - What's in a Laugh - Pack Up Your Troubles - Rub a Dub Dub - The Big Carrot - Out of Water Beast - Rain, Rain, Come and Stay - Hamilton the Ham - This Little Pig - Hide & Go Beast - One, Two, Three - What's In The Bag? - Beastly Picture - The Push-Me Popper - Sun Spots - Say Cheese! - Sailing Away - Hamilton's Pet - Slooooooow Motion - The Big Duck - Flim-Flam-A-Fiddle - Beastly Garden - Spring Cleaning - Three Little Ghosts - The King of Nowhere Land - The Big Scare - Mr. Shivers - Nap Time - Up, Up, and Away - Louder! Louder! - Once Upon a Time - Maggie the Mommy - Hamilton's Box Car - Happy Birthday to All of Us - The Really Big Show | Seria 2. - Hamilton Blows His Horn - The Big Cheese (or Rudy and the Big Cheese) - Roll Along Archie - Desert Treasure - Morning in Nowhere Land - The Missing Sweater - Message in A Bottle - A Visit to Cake Town - Hamilton's Important Letter - Curtain Up - Icing on the Cake - Where's Maggie? - Nothing in the Beach Ball - Picnic Time - The New Rubber Ball - Maggie's Song - The Buffle-Headed Booby - Hamilton the Bee - Guess Who's Coming to Visit - The Lonesome Traveller - The Home of the Kindly Giant - Catch Me If you Can - Strings, Pumpkins, and Hats - The Missing Bass - The Big Hole - Oh, Give Me a Home - Which Way Did They Go? |